# Lucinidae
Famille
Les Lucinidae sont une famille de mollusques marins de la classe des bivalves de l’ordre des Veneroida.

## Systématique
La famille des Lucinidae a été décrite en 1828 par le zoologiste écossais John Fleming (1875-1857),.

### Étymologie
Le nom vient du genre type Lucina, qui vient de Lucine, déesse latine de la lumière invoquée lors des accouchements, peut-être en raison de la blancheur immaculée de la coquille.

### Liste des genres
Selon GBIF (8 août 2022) :
- Afrolucina Cosel, 2006
- Afrophysema J.D.Taylor & Glover, 2005
- Alucinoma Habe, 1958
- Amanocina Kiel, 2013
- Anadontina Schlüter, 1838
- Anodonta Link, 1807
- Armimiltha Olsson & Harbison, 1953
- Artemis
- Austriella Tenison Woods, 1881
- Barbierella Chavan, 1938
- Bathyaustriella Glover, J.D.Taylor & Rowden, 2004
- Beauvoisina Kiel, Campbell & Gaillard, 2010
- Bourdotia Dall, 1901
- Bretskya Glover & J.D.Taylor, 2007
- Bulacanites Kase & Aguilar, 2007
- Bythosphaera J.D.Taylor & Glover, 2005
- Callucina Dall, 1901
- Callucinella Chavan, 1961
- Callucinopsis Chavan, 1959
- Cardiolucina Sacco, 1901
- Cavatidens Iredale, 1930
- Cavilinga Chavan, 1937
- Cavilucina P.Fischer, 1887
- Cerkesia Monari, 2003
- Chavania Glover & J.D.Taylor, 2001
- Claibornites Stewart, 1930
- Clathrolucina J.D.Taylor & Glover, 2013
- Codakia Scopoli, 1777
- Codalucina Stewart, 1930
- Cryptophysema J.D.Taylor & Glover, 2005
- Ctena Mörch, 1861
- Cubatea Kiel, 2013
- Cyclopellatia Cossmann, 1907
- Dilora Marwick, 1948
- Discoloripes Wellnhofer, 1964
- Discolucina Glover & J.D.Taylor, 2007
- Discomiltha Chavan, 1952
- Divalinga Chavan, 1951
- Divalucina Iredale, 1936
- Divaricella Martens, 1880
- Dulcina Cosel & Bouchet, 2008
- Eamsiella
- Easmithia Glover & J.D.Taylor, 2016
- Elliptiolucina Cosel & Bouchet, 2008
- Elongatolucina Gill & Little, 2013
- Eodivaricella Chavan, 1951
- Eomiltha Cossmann, 1912
- Eophysema Stewart, 1930
- Epicodakia Iredale, 1930
- Epidulcina Cosel & Bouchet, 2008
- Epilucina Dall, 1901
- Euanodontia J.D.Taylor & Glover, 2005
- Eulopia Dall, 1901
- Ezolucina Amano, Jenkins, Kurihara & Kiel, 2008
- Falsolucinoma Cosel, 2006
- Ferrocina Glover & J.D.Taylor, 2007
- Fimbria Megerle von Mühlfeld, 1811
- Fimbriella Stoliczka, 1871
- Funafutia Glover & J.D.Taylor, 2001
- Gardnerella Chavan, 1951
- Gibbolucina Cossmann, 1904
- Gigantocyclus Termier & Termier, 1977
- Gloverina Cosel & Bouchet, 2008
- Gonimyrtea Marwick, 1929
- Graecina Cosel, 2006
- Guyanella J.D.Taylor & Glover, 2016
- Haastina Marwick, 1953
- Hadralucina Woodring, 1982
- Here Gabb, 1866
- Ilionia Billings, 1875
- Illionia Billings, 1874
- Imparilucina J.D.Taylor & Glover, 2021
- Indoaustriella Glover, J.D.Taylor & S.T.Williams, 2008
- Jagolucina Chavan, 1937
- Jagonoma Chavan, 1946
- Jallenia Glover & J.D.Taylor, 2016
- Joellina Cosel, 2006
- Jorgenia J.D.Taylor & Glover, 2009
- Keletistes P.G.Oliver, 1986
- Lamellolucina J.D.Taylor & Glover, 2002
- Lamylucina Cosel, 2006
- Lepidolucina Glover & J.D.Taylor, 2007
- Leucosphaera J.D.Taylor & Glover, 2005
- Liralucina Glover & J.D.Taylor, 2007
- Loripes Poli, 1791
- Loripinus Monterosato, 1883
- Lucina Bruguière, 1797 genre type
- Lucina Lamarck, 1799
- Lucinella Monterosato, 1883
- Luciniola Skeat & Madsen, 1898
- Lucinisca Dall, 1901
- Lucinoma Dall, 1901
- Meganodontia Bouchet & Cosel, 2004
- Megaxinus Brugnone, 1880
- Mesolinga Chavan, 1951
- Mesomiltha Chavan, 1938
- Microloripes Cossmann, 1912
- Miltha H.Adams & A.Adams, 1857
- Milthia
- Milthona Marwick, 1931
- Minilucina Cosel & Bouchet, 2008
- Monitilora Iredale, 1930
- Montilora
- Mutiella Stoliczka, 1871
- Myrtea W.Turton, 1822
- Myrteopsis Sacco, 1901
- Myrtina Glover & J.D.Taylor, 2007
- Neophysema J.D.Taylor & Glover, 2005
- Nevenulora Iredale, 1930
- Notocina J.D.Taylor & Glover, 2019
- Notomyrtea Iredale, 1924
- Nymphalucina Speden, 1970
- Opalocina Glover & J.D.Taylor, 2016
- Paralucinella Chavan, 1951
- Paramyrtea Kendrick & Vartak, 2007
- Parvicorbis Cossmann, 1892
- Parvidontia Glover & J.D.Taylor, 2007
- Parvilucina Dall, 1901
- Paslucina Olsson, 1964
- Pegophysema Stewart, 1930
- Phacoides Agassiz, 1846
- Phacoides Blainville, 1825
- Phacoides Gray, 1847
- Phenacocyclas La Rocque, 1950
- Pillucina Pilsbry, 1921
- Pleurolucina Dall, 1901
- Plicolucina Glover, J.D.Taylor & Slack-Smith, 2003
- Pompholigina Dall, 1901
- Prolucina Dall, 1900
- Prophetilora Iredale, 1930
- Pseudolucinisca Chavan, 1959
- Pseudomiltha P.Fischer, 1887
- Pterolucina Chavan, 1942
- Pteromyrtea Finlay, 1926
- Pusillolucina J.D.Taylor & Glover, 2019
- Radiolucina Britton, 1972
- Rasta J.D.Taylor & Glover, 2000
- Rawya Strougo, 1975
- Retrolucina J.D.Taylor & Glover, 2018
- Rostrilucina Cosel & Bouchet, 2008
- Rugalucina J.D.Taylor & Glover, 2019
- Saxolucina Stewart, 1930
- Scabrilucina J.D.Taylor & Glover, 2013
- Schafhaeutlia Cossmann, 1897
- Semelilucina Cosel & Bouchet, 2008
- Sinbadiella Hautmann & Nützel, 2005
- Solelucina Glover & J.D.Taylor, 2007
- Sphaera J.Sowerby, 1822
- Sphaeriola Stoliczka, 1871
- Stewartia Olsson & Harbison, 1953
- Superlucina Taylor & Glover, 2009
- Taylorina Cosel & Bouchet, 2008
- Tehamatea Kiel, 2013
- Tellidorella Berry, 1963
- Tinalucina Cosel, 2006
- Troendleina Cosel & Bouchet, 2008
- Ustalucina J.D.Taylor & Glover, 2021
- Volupia Defrance, 1829
- Wallucina Iredale, 1930

Selon le World Register of Marine Species (8 août 2022) :
- Barbierella Chavan, 1938
- Bathycorbis Iredale, 1930
- Bourdotia Dall, 1901

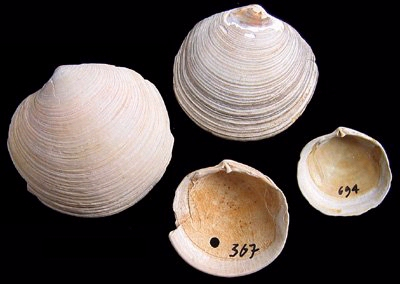
Lucinoma borealis.

- Bythosphaera J. D. Taylor & Glover, 2005
- Cavilucina P. Fischer, 1887
- Claibornites Stewart, 1930 †
- sous-famille des Codakiinae Iredale, 1937
  - Codakia Scopoli, 1777
  - Ctena Mörch, 1861
  - Epicodakia Iredale, 1930
  - Epilucina Dall, 1901
  - Lucinoma Dall, 1901
- Dilora Marwick, 1948 †
- Divalucina Iredale, 1936
- Eophysema Stewart, 1930 †
- Epidulcina Cosel & Bouchet, 2008
- Falsolucinoma Cosel, 1989
- sous-famille des Fimbriinae Nicol, 1950
  - Cerkesia Monari, 2003 †
  - Cyclopellatia Cossmann, 1907 †
  - Fimbria Megerle von Mühlfeld, 1811
  - Haastina Marwick, 1953 †
  - Mutiella Stoliczka, 1871 †
  - Parvicorbis Cossmann, 1892 †
  - Schafhaeutlia Cossmann, 1897 †
  - Sphaera J. Sowerby, 1822 †
  - Sphaeriola Stoliczka, 1871 †
- Gibbolucina Cossmann, 1904
- Here Gabb, 1866
- Jagolucina Chavan, 1937 †
- Jagonoma Chavan, 1946 †
- Joellina Cosel, 2006
- Keletistes P. G. Oliver, 1986
- Lamellolucina J. D. Taylor & Glover, 2002
- Lamylucina Cosel, 2006
- sous-famille des Leucosphaerinae J. D. Taylor & Glover, 2011
  - Afrolucina Cosel, 2006
  - Alucinoma Habe, 1958
  - Anodonta Link, 1807
  - Callucina Dall, 1901
  - Dulcina Cosel & Bouchet, 2008
  - Gonimyrtea Marwick, 1929
  - Leucosphaera J. D. Taylor & Glover, 2005
  - Myrtina Glover & J. D. Taylor, 2007
  - Neophysema J. D. Taylor & Glover, 2005
  - Opalocina Glover & J. D. Taylor, 2016
  - Pseudolucinisca Chavan, 1959
- sous-famille des Lucininae J. Fleming, 1828
  - Austriella Tenison Woods, 1881
  - Bathyaustriella Glover, J. D. Taylor & Rowden, 2004
  - Bretskya Glover & J. D. Taylor, 2007
  - Cardiolucina Sacco, 1901
  - Cavilinga Chavan, 1937
  - Chavania Glover & J. D. Taylor, 2001
  - Clathrolucina J. D. Taylor & Glover, 2013
  - Discolucina Glover & J. D. Taylor, 2007
  - Divalinga Chavan, 1951
  - Divaricella Martens, 1880
  - Easmithia Glover & J. D. Taylor, 2016
  - Ferrocina Glover & J. D. Taylor, 2007
  - Funafutia Glover & J. D. Taylor, 2001
  - Guyanella J. D. Taylor & Glover, 2016
  - Indoaustriella Glover, J. D. Taylor & S. T. Williams, 2008
  - Jallenia Glover & J. D. Taylor, 2016
  - Lepidolucina Glover & J. D. Taylor, 2007
  - Liralucina Glover & J. D. Taylor, 2007
  - Loripes Poli, 1791
  - Lucina Bruguière, 1797
  - Lucinella Monterosato, 1884
  - Lucinisca Dall, 1901
  - Megaxinus Brugnone, 1880
  - Parvidontia Glover & J. D. Taylor, 2007
  - Parvilucina Dall, 1901
  - Paslucina Olsson, 1964 †
  - Phacoides Agassiz, 1846
  - Pillucina Pilsbry, 1921
  - Pleurolucina Dall, 1901
  - Radiolucina Britton, 1972
  - Rasta J. D. Taylor & Glover, 2000
  - Semelilucina Cosel & Bouchet, 2008
  - Stewartia Olsson & Harbison, 1953
  - Troendleina Cosel & Bouchet, 2008
  - Wallucina Iredale, 1930
- Mesolinga Chavan, 1951 †
- Mesomiltha Chavan, 1938 †
- Microloripes Cossmann, 1912 †
- sous-famille des Milthinae Chavan, 1969
  - Eomiltha Cossmann, 1912
  - Miltha H. Adams & A. Adams, 1857
- Milthona Marwick, 1931 †
- Minilucina Cosel & Bouchet, 2008
- sous-famille des Monitilorinae J. D. Taylor & Glover, 2011
  - Monitilora Iredale, 1930
- sous-famille des Myrteinae Chavan, 1969
  - Elliptiolucina Cosel & Bouchet, 2008
  - Eulopia Dall, 1901
  - Gardnerella Chavan, 1951 †
  - Gloverina Cosel & Bouchet, 2008
  - Graecina Cosel, 2006
  - Jorgenia J. D. Taylor & Glover, 2009
  - Myrtea W. Turton, 1822
  - Notomyrtea Iredale, 1924
  - Rostrilucina Cosel & Bouchet, 2008
  - Solelucina Glover & J. D. Taylor, 2007
  - Taylorina Cosel & Bouchet, 2008
- Myrteopsis Sacco, 1901
- Nevenulora Iredale, 1930
- sous-famille des Pegophyseminae J. D. Taylor & Glover, 2011
  - Afrophysema J. D. Taylor & Glover, 2005
  - Cavatidens Iredale, 1930
  - Cryptophysema J. D. Taylor & Glover, 2005
  - Euanodontia J. D. Taylor & Glover, 2005
  - Loripinus Monterosato, 1884
  - Meganodontia Bouchet & Cosel, 2004
  - Pegophysema Stewart, 1930
- Plicolucina Glover, J. D. Taylor & Slack-Smith, 2003
- Pompholigina Dall, 1901
- Poumea Glover & J. D. Taylor, 2007
- Prophetilora Iredale, 1930
- Pseudomiltha P. Fischer, 1887 †
- Pterolucina Chavan, 1942 †
- Pteromyrtea Finlay, 1926 †
- Retrolucina J. D. Taylor & Glover, 2018
- Saxolucina Stewart, 1930 †
- Scabrilucina J. D. Taylor & Glover, 2013
- Tellidorella Berry, 1963
- Tinalucina Cosel, 2006
- Volupia Defrance, 1829 †

## Galerie

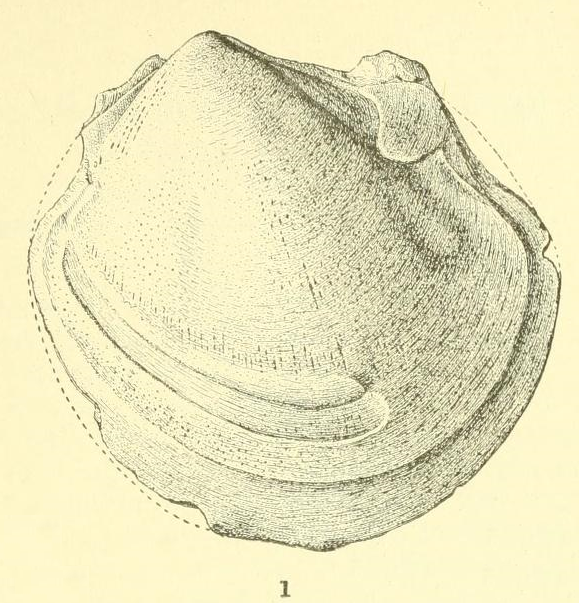
Superlucina megameris.
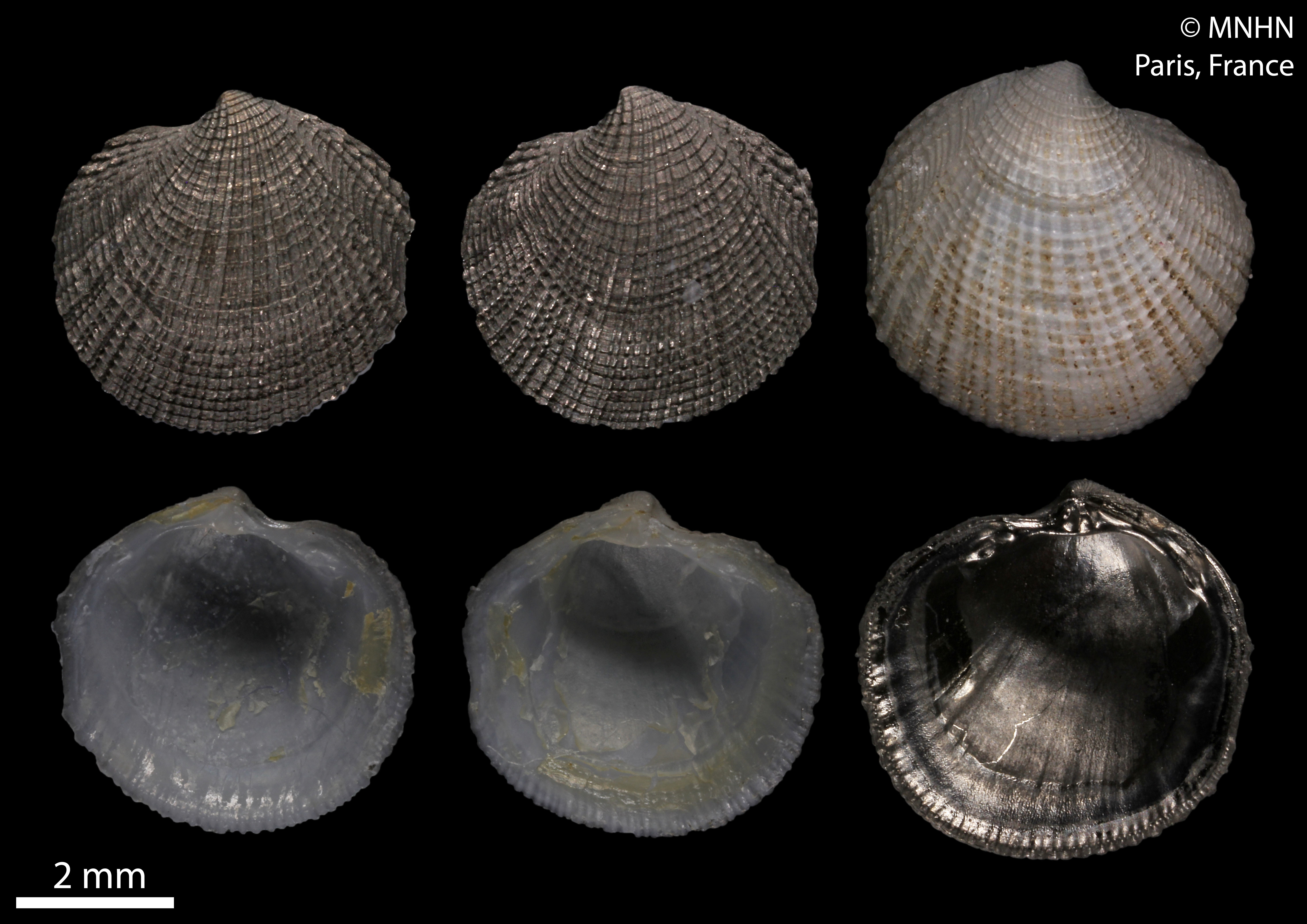
Clathrolucina costata.
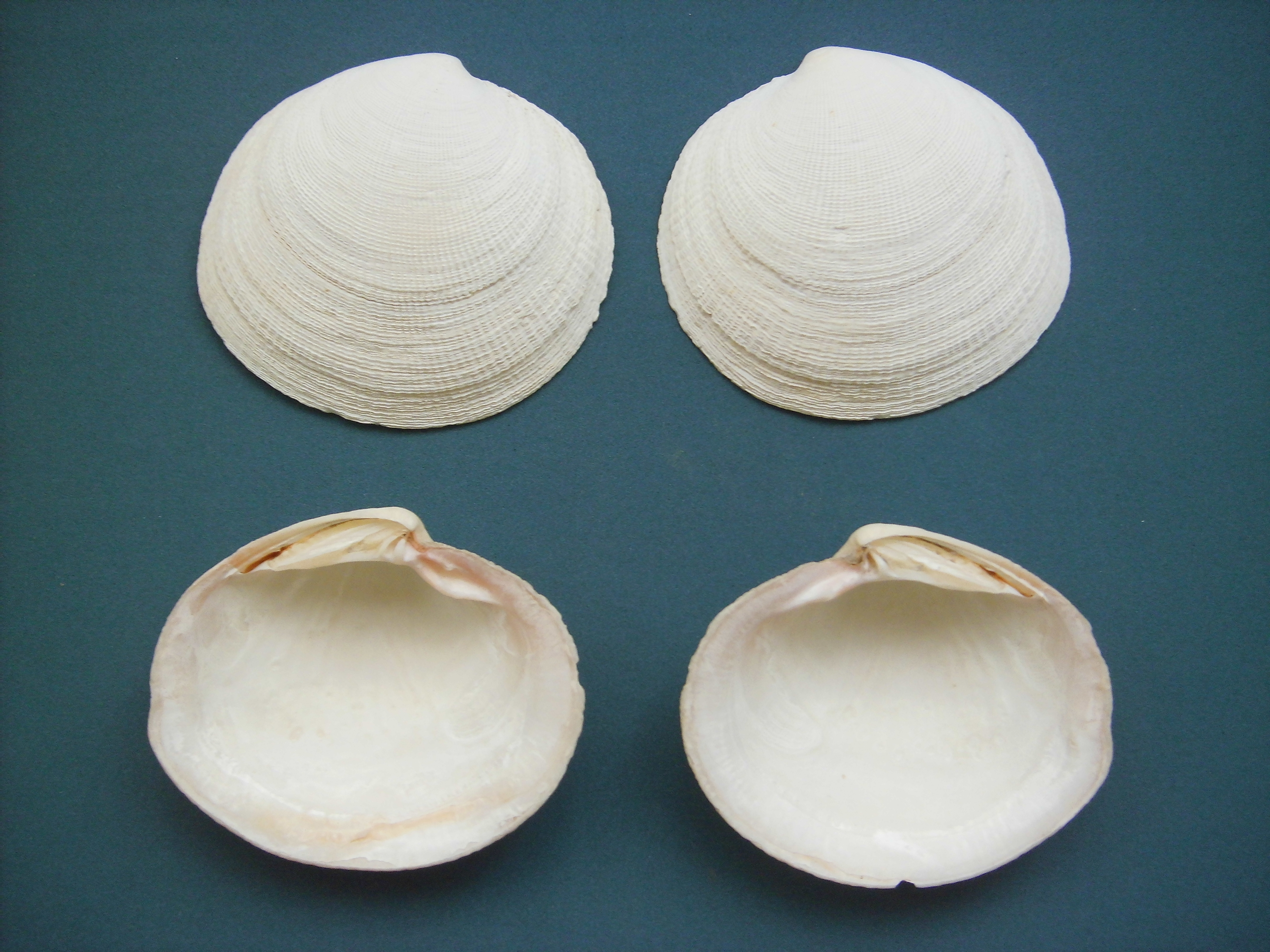
Codakia orbicularis.
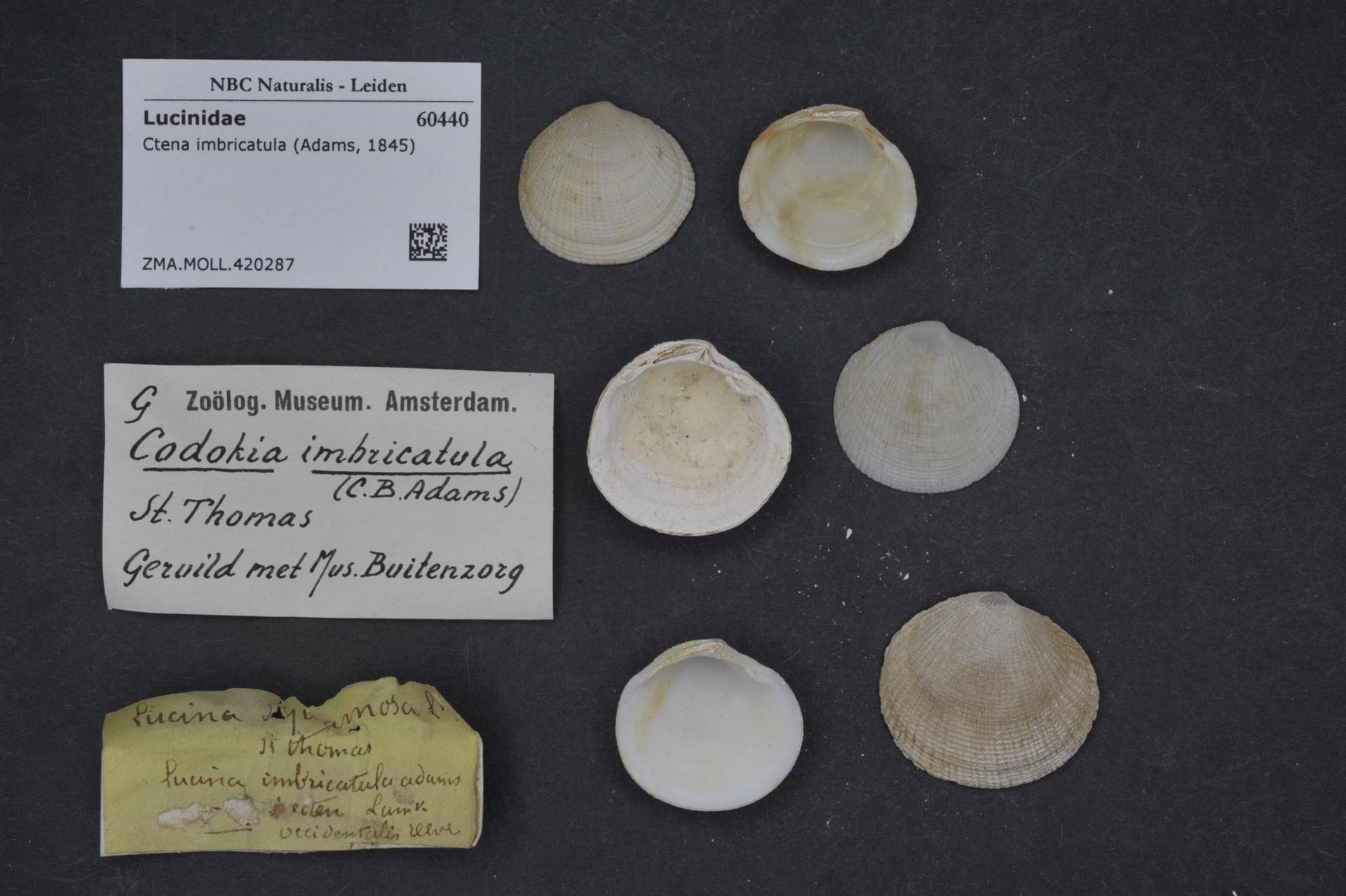
Ctena imbricatula.
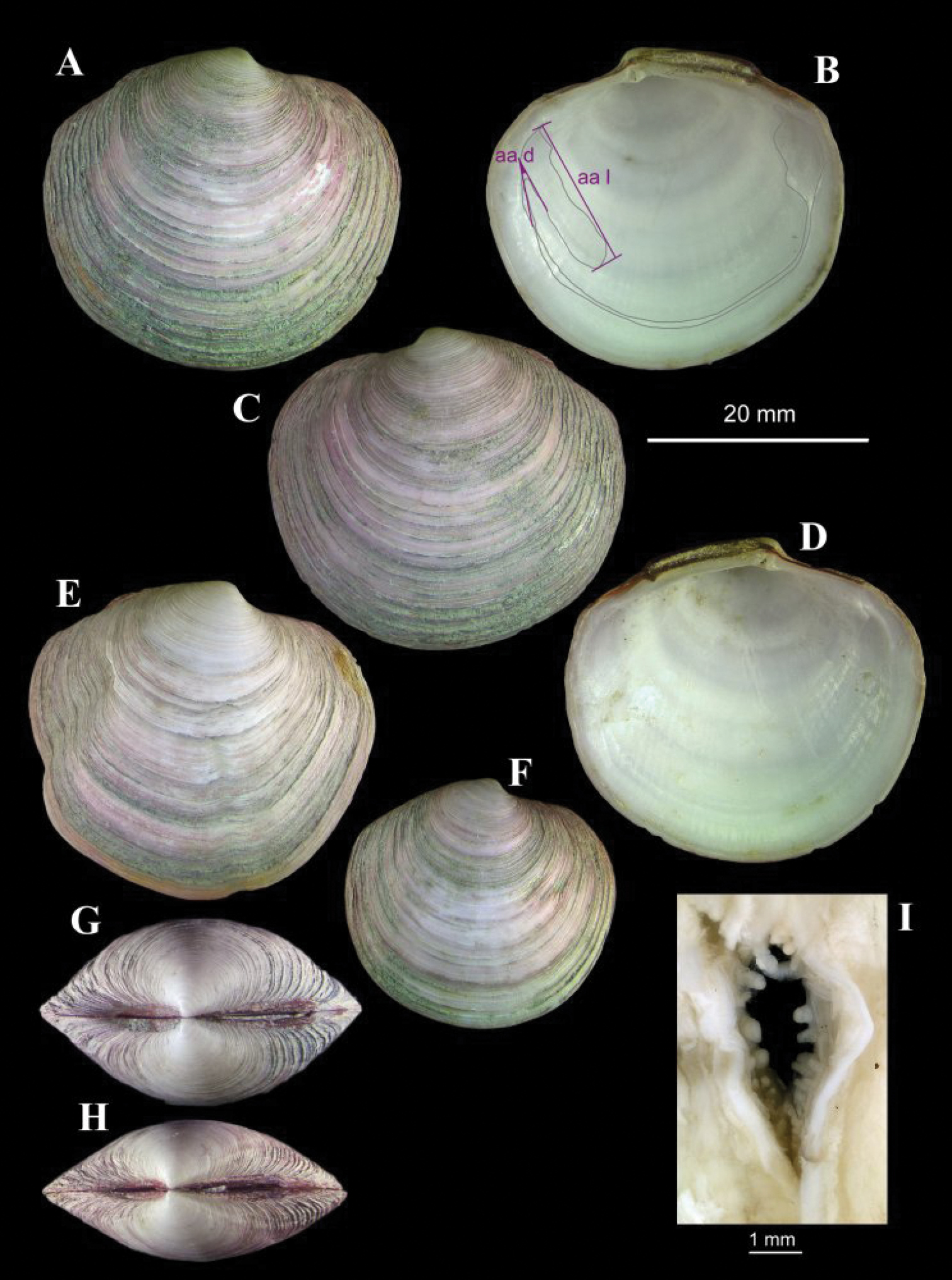
Lucinoma asapheus.
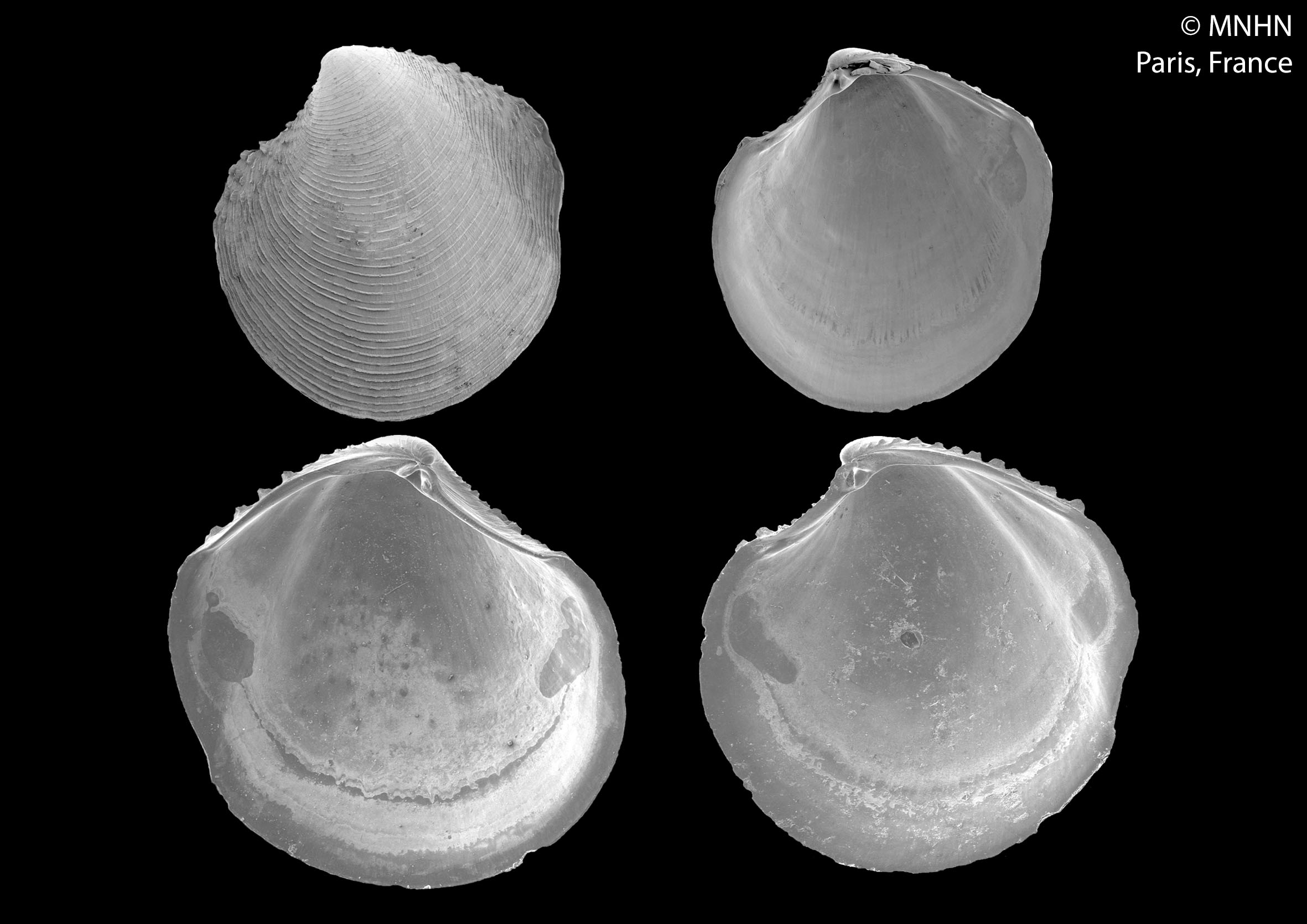
Easmithia brevis.
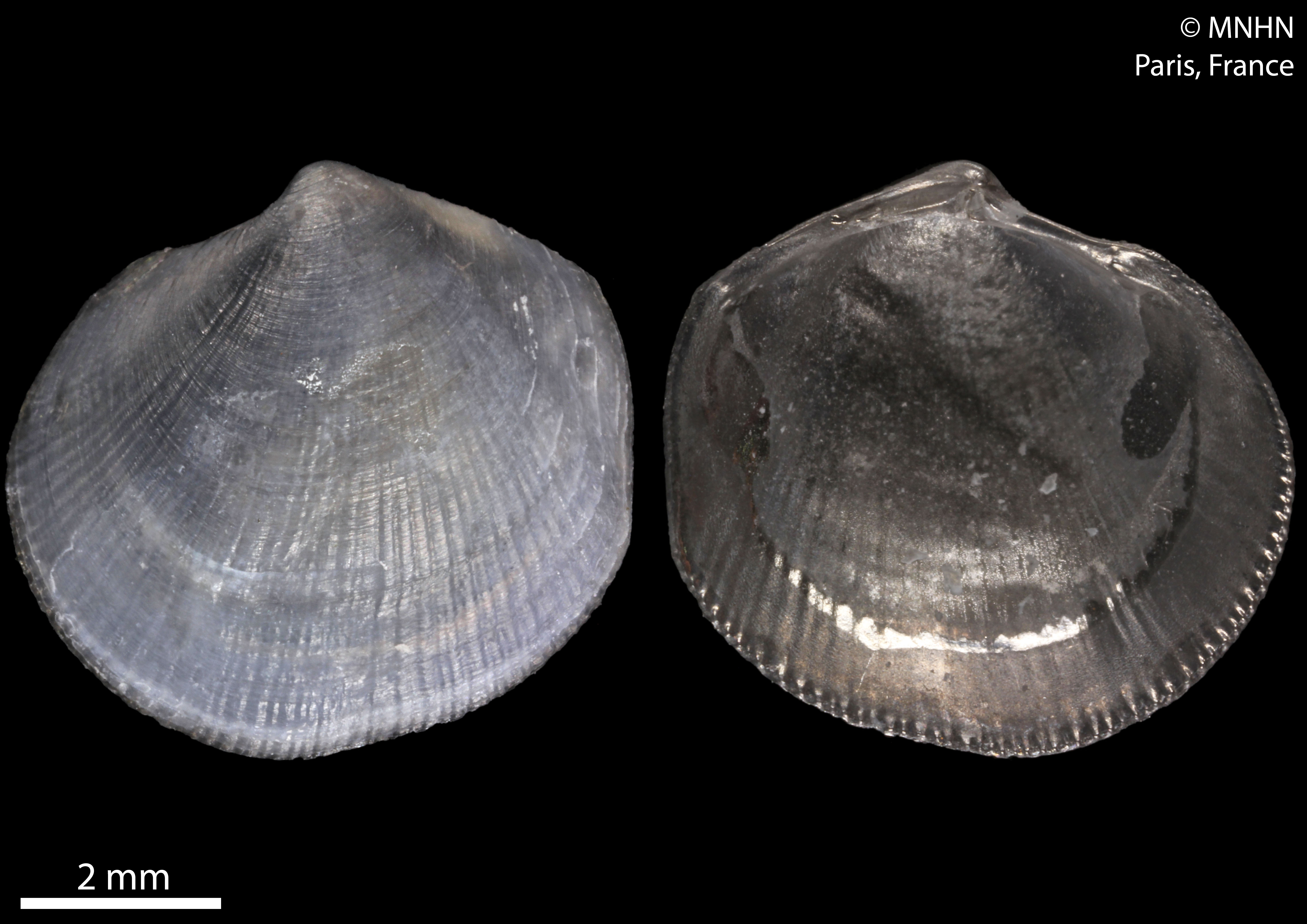
Ferrocina cubana.
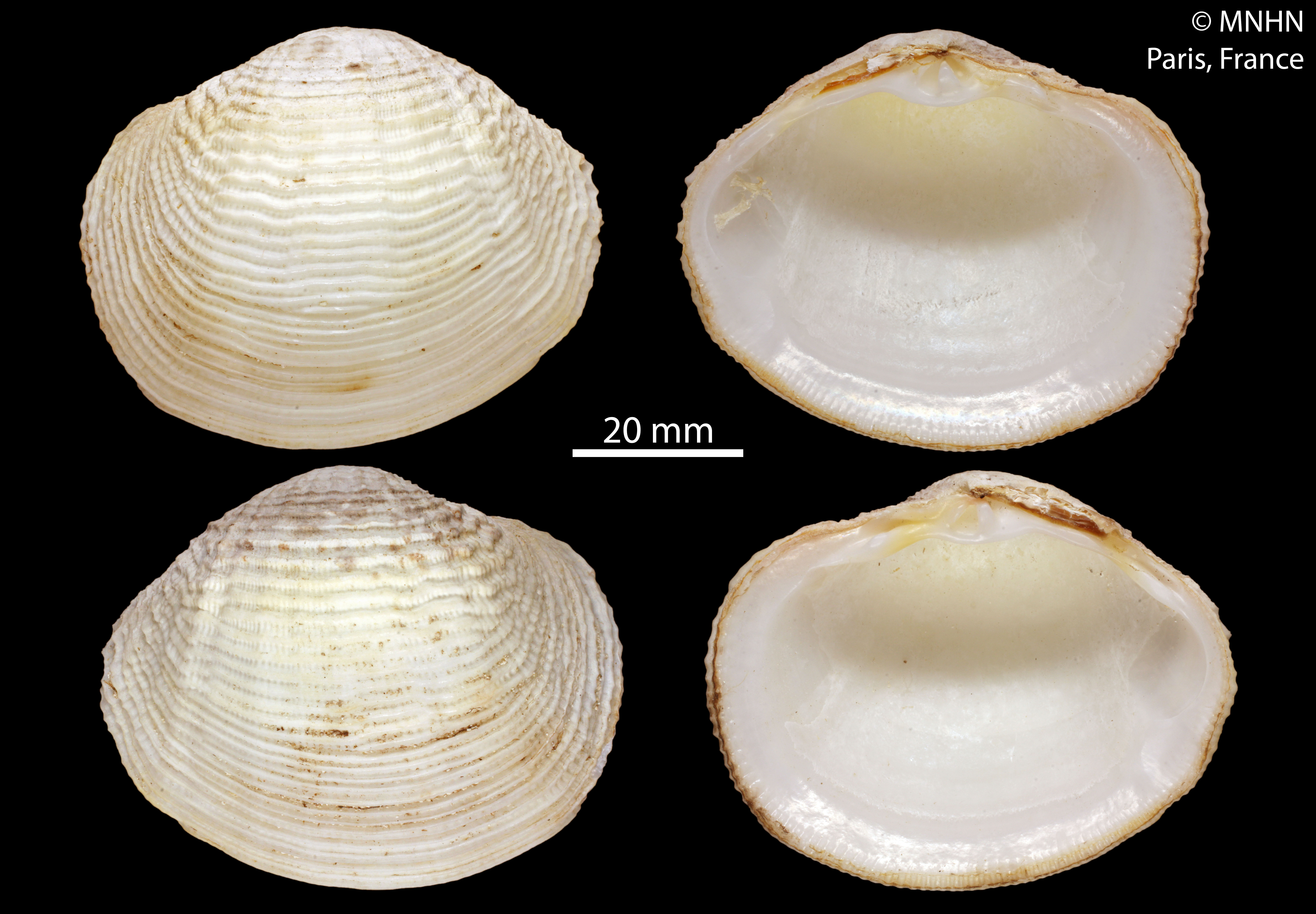
Fimbria fimbriata.
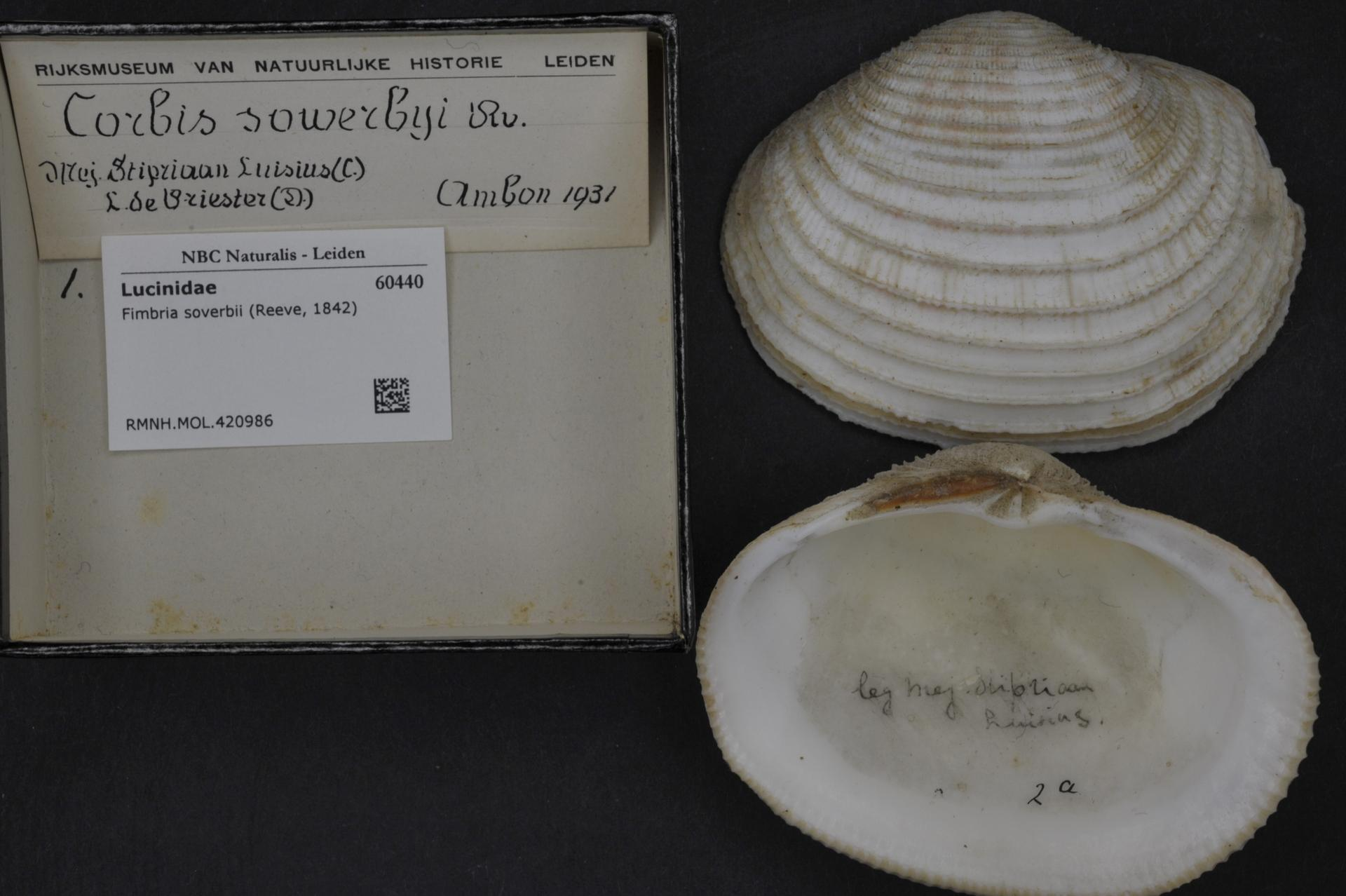
Fimbria soverbii.
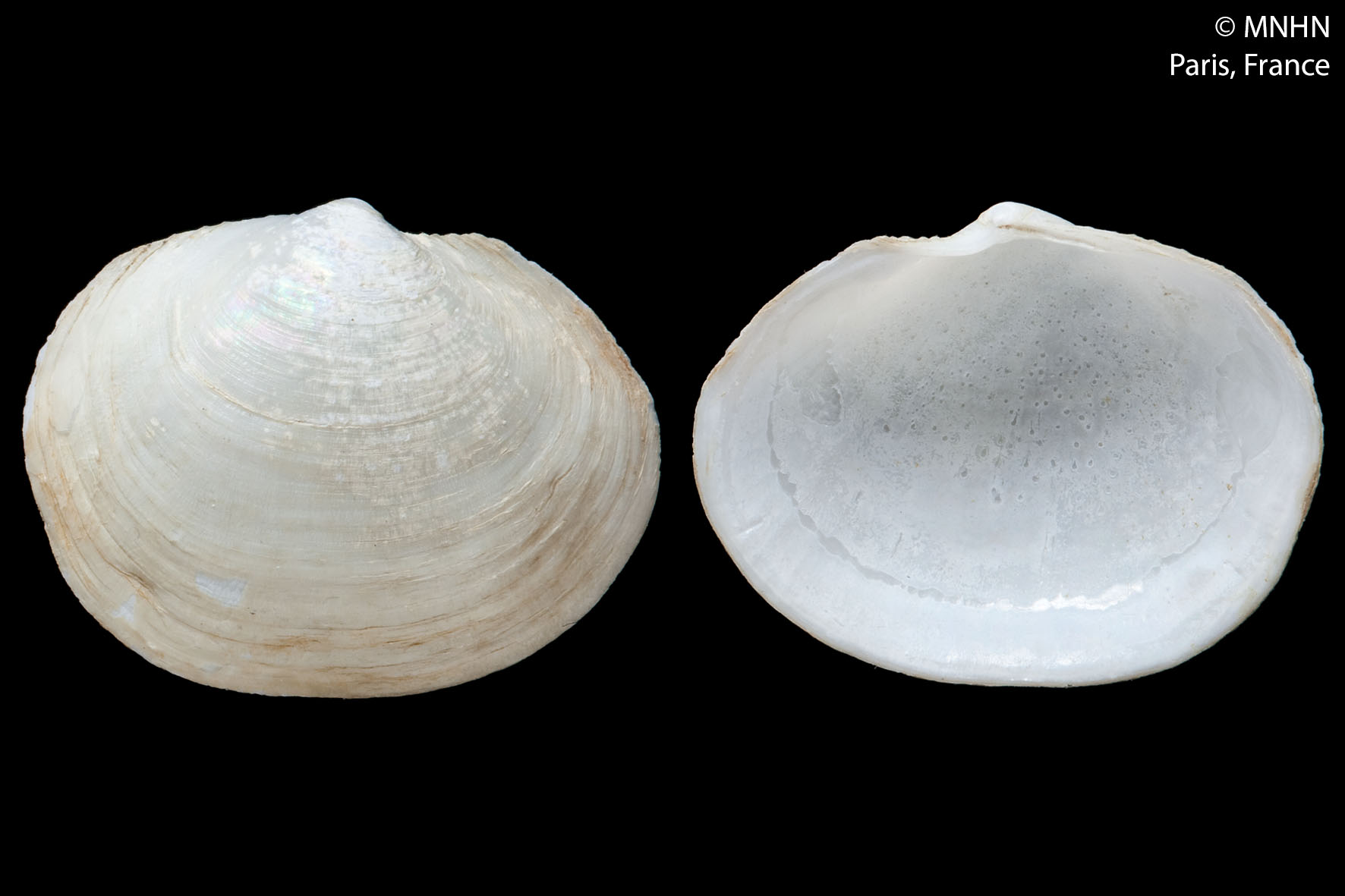
Jallenia inanis.
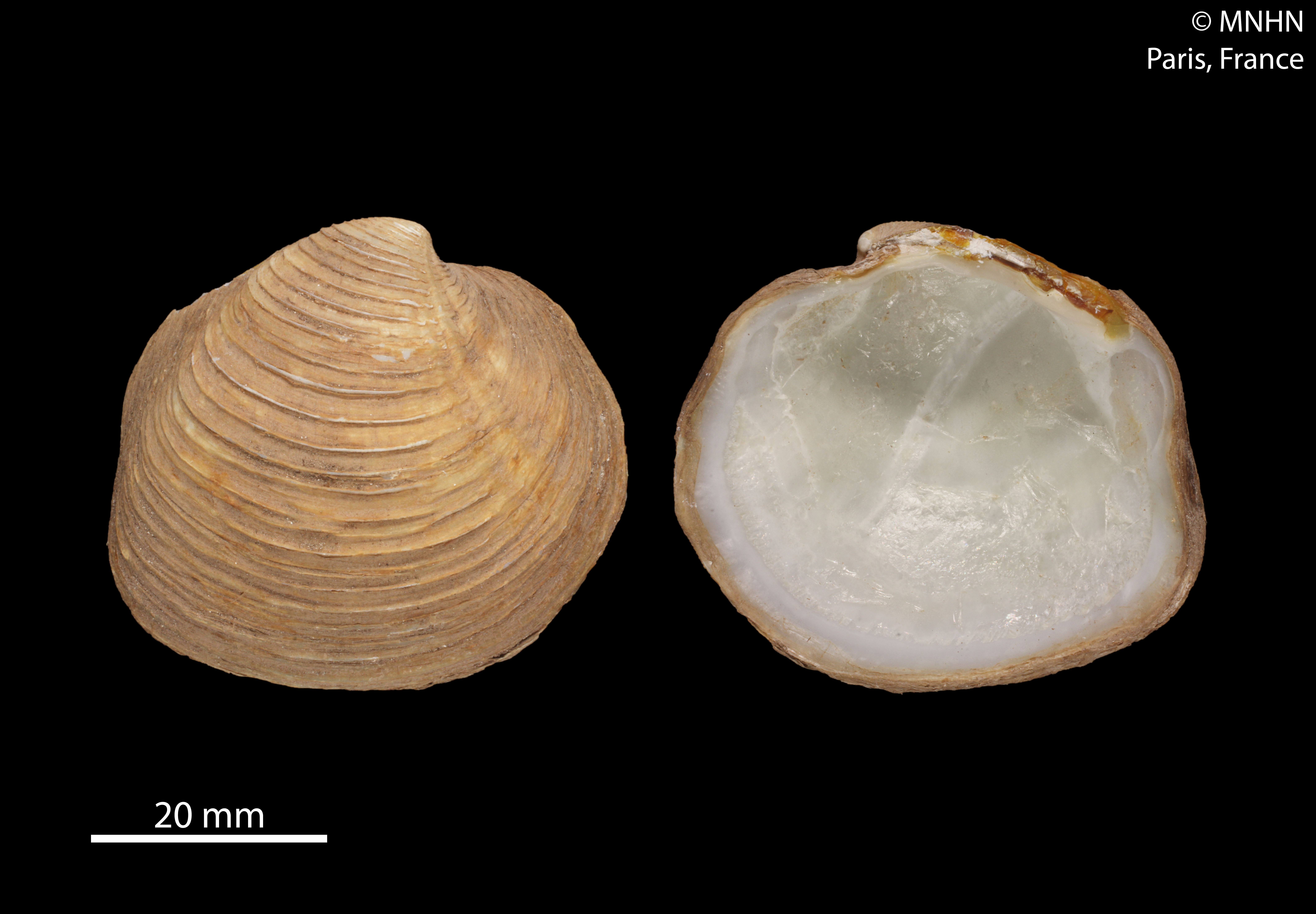
Austriella corrugata.
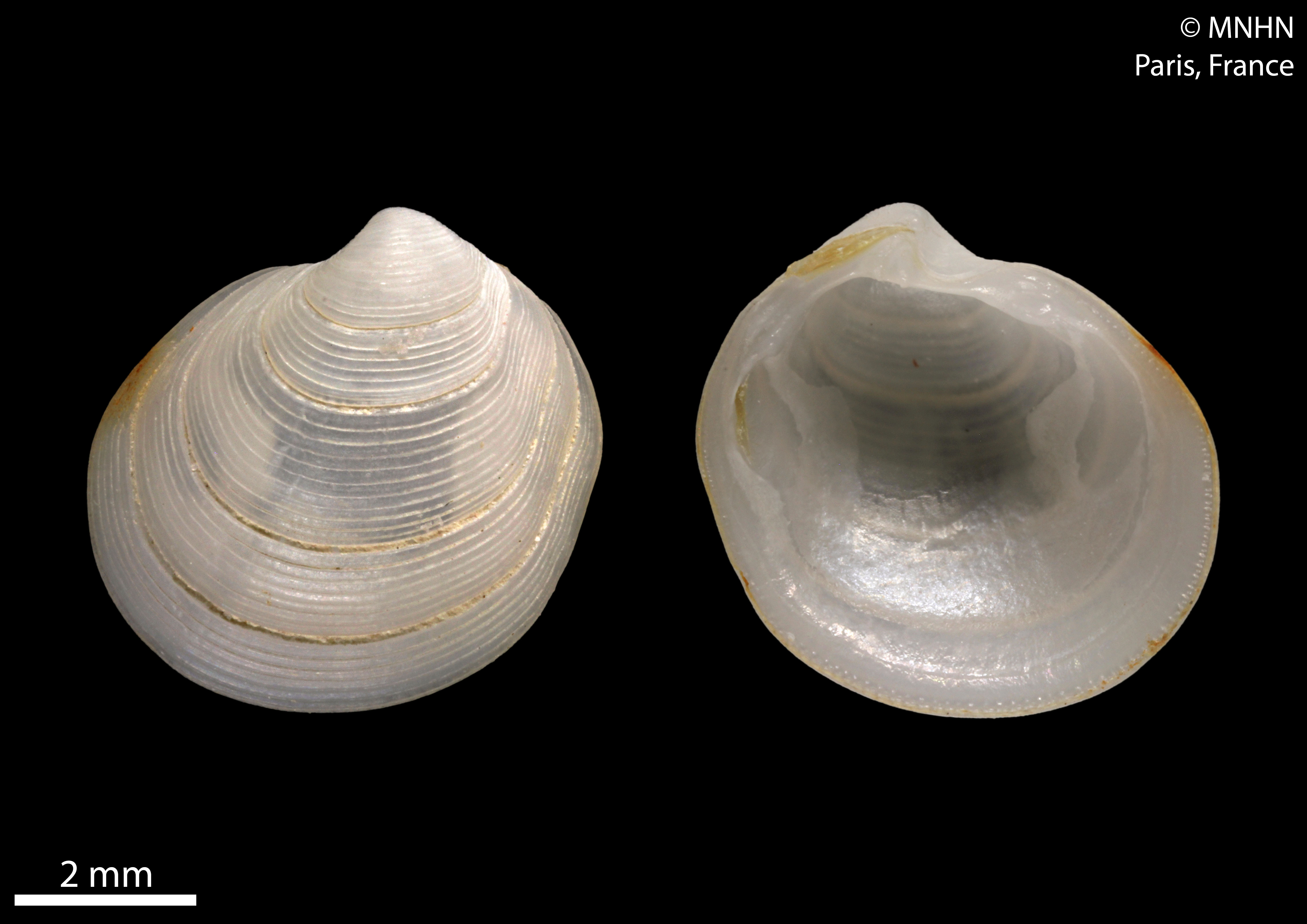
Cavilinga blanda.
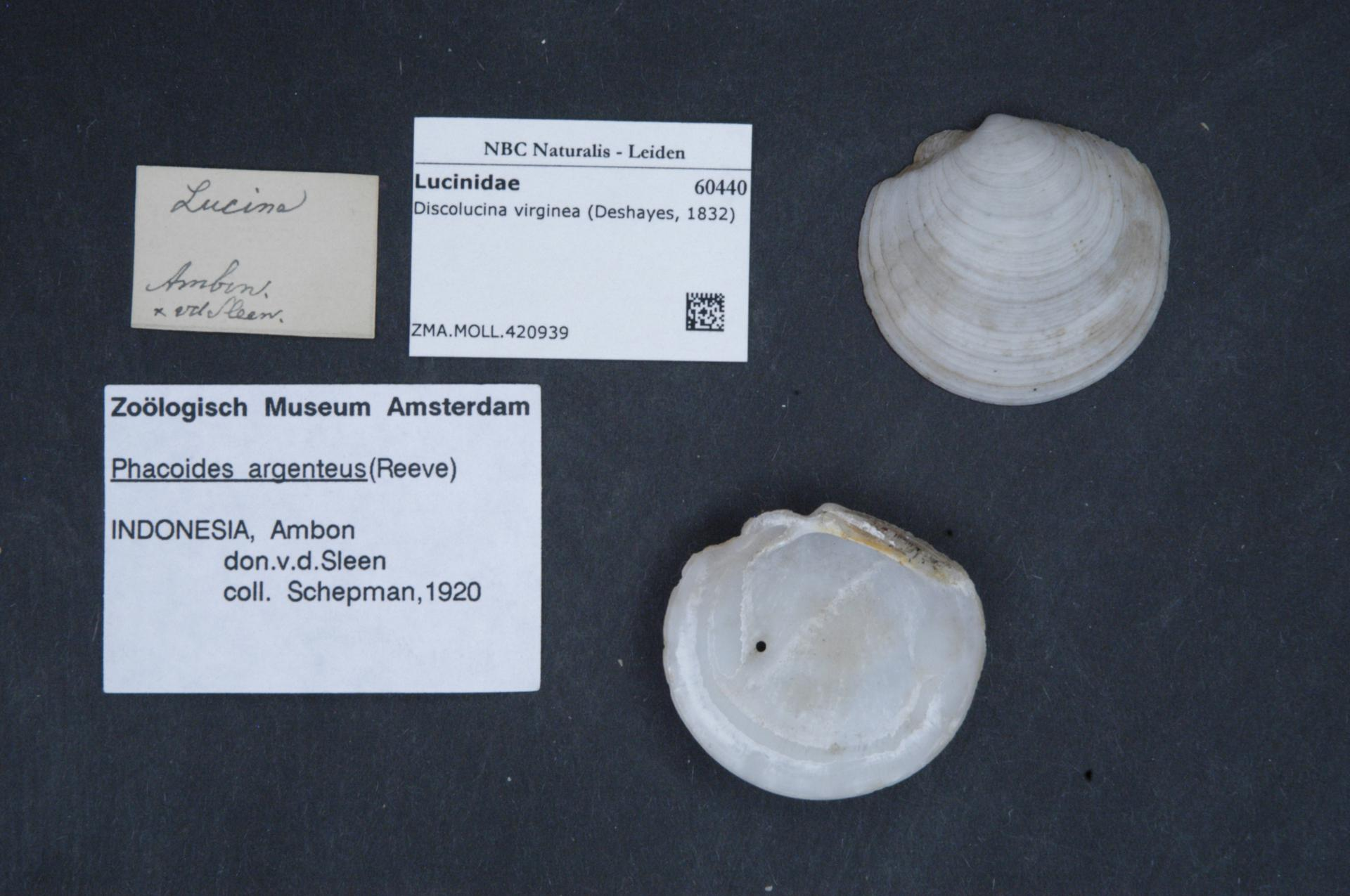
Discolucina virginea.
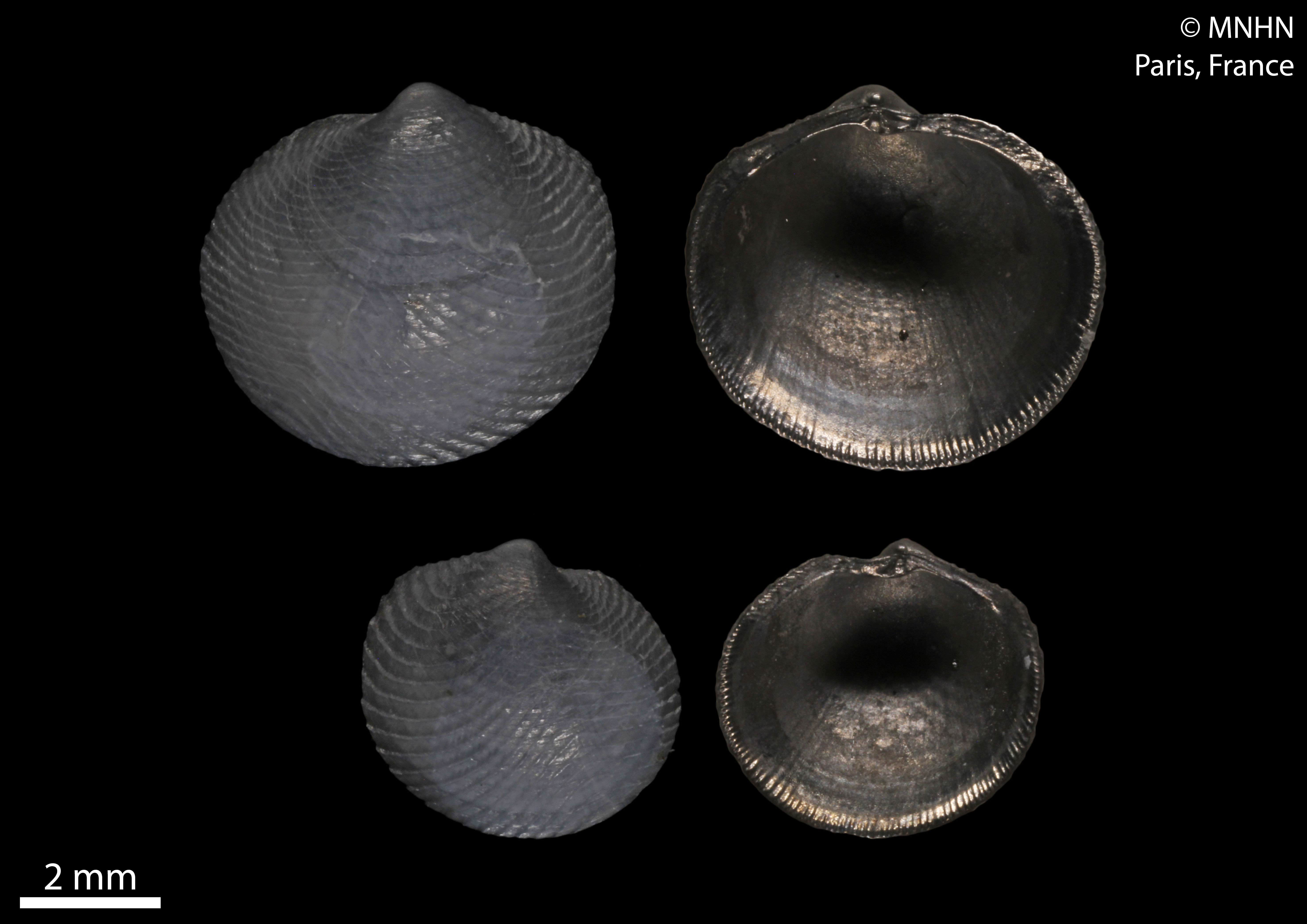
Divalinga quadrisulcata.
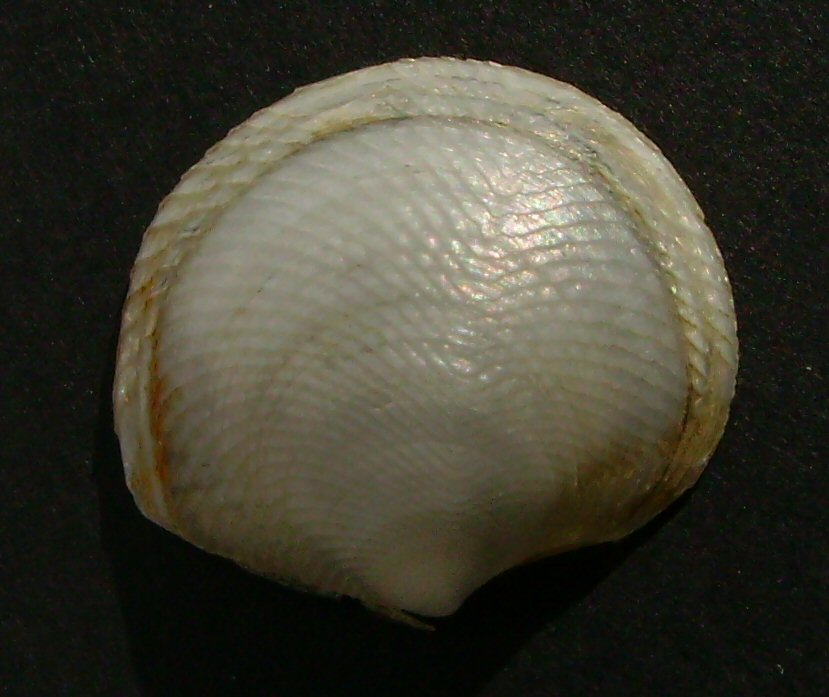
Divaricella huttoniana.
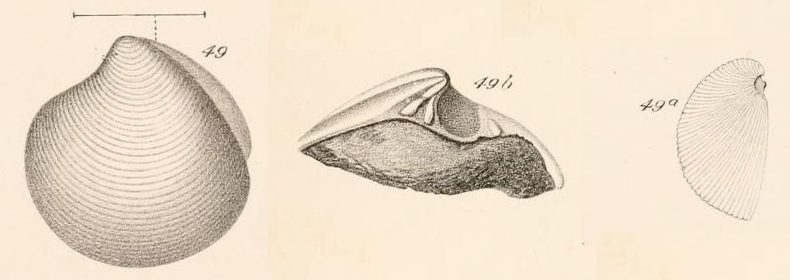
Here excavata
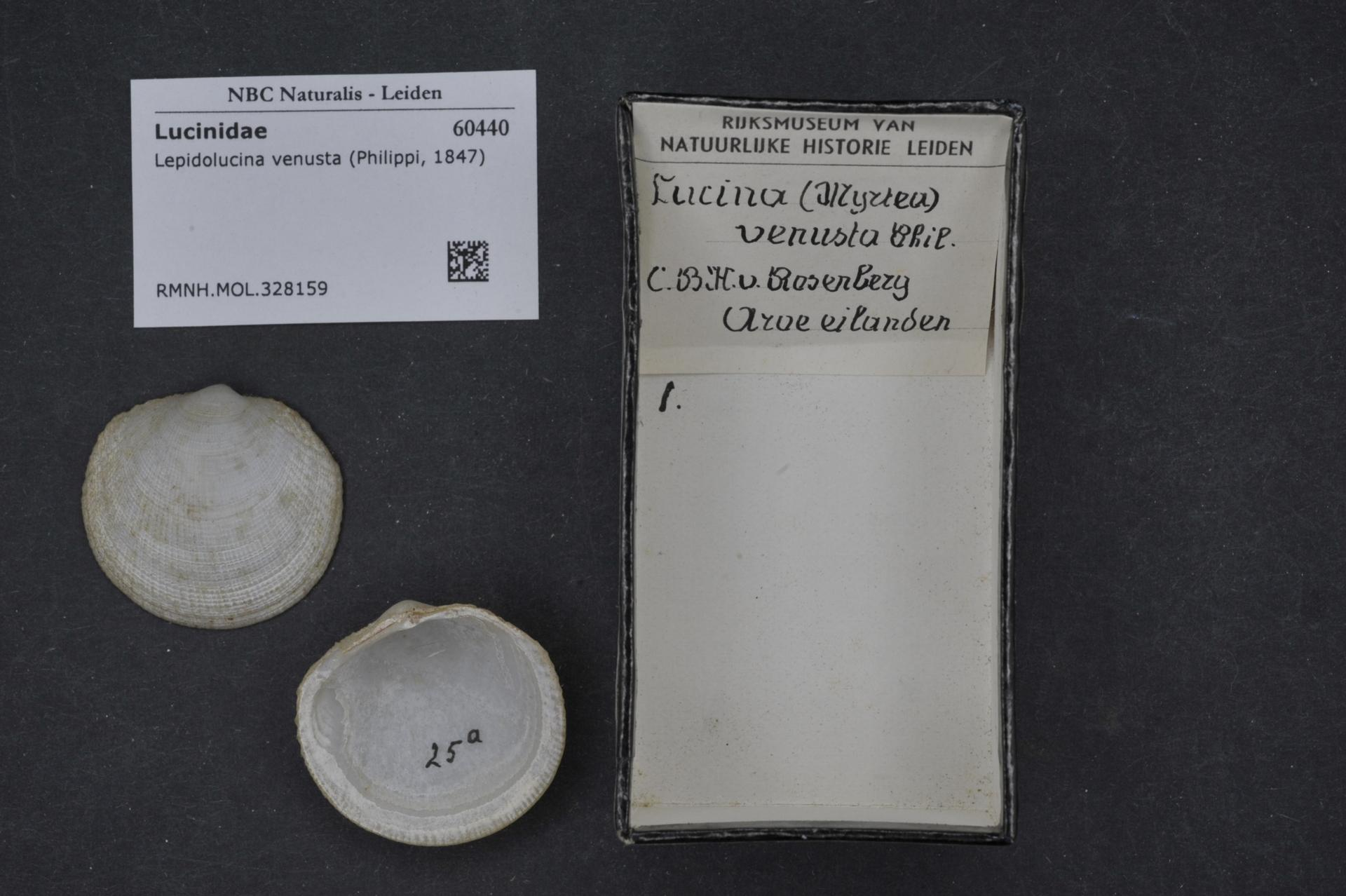
Lepidolucina venusta.
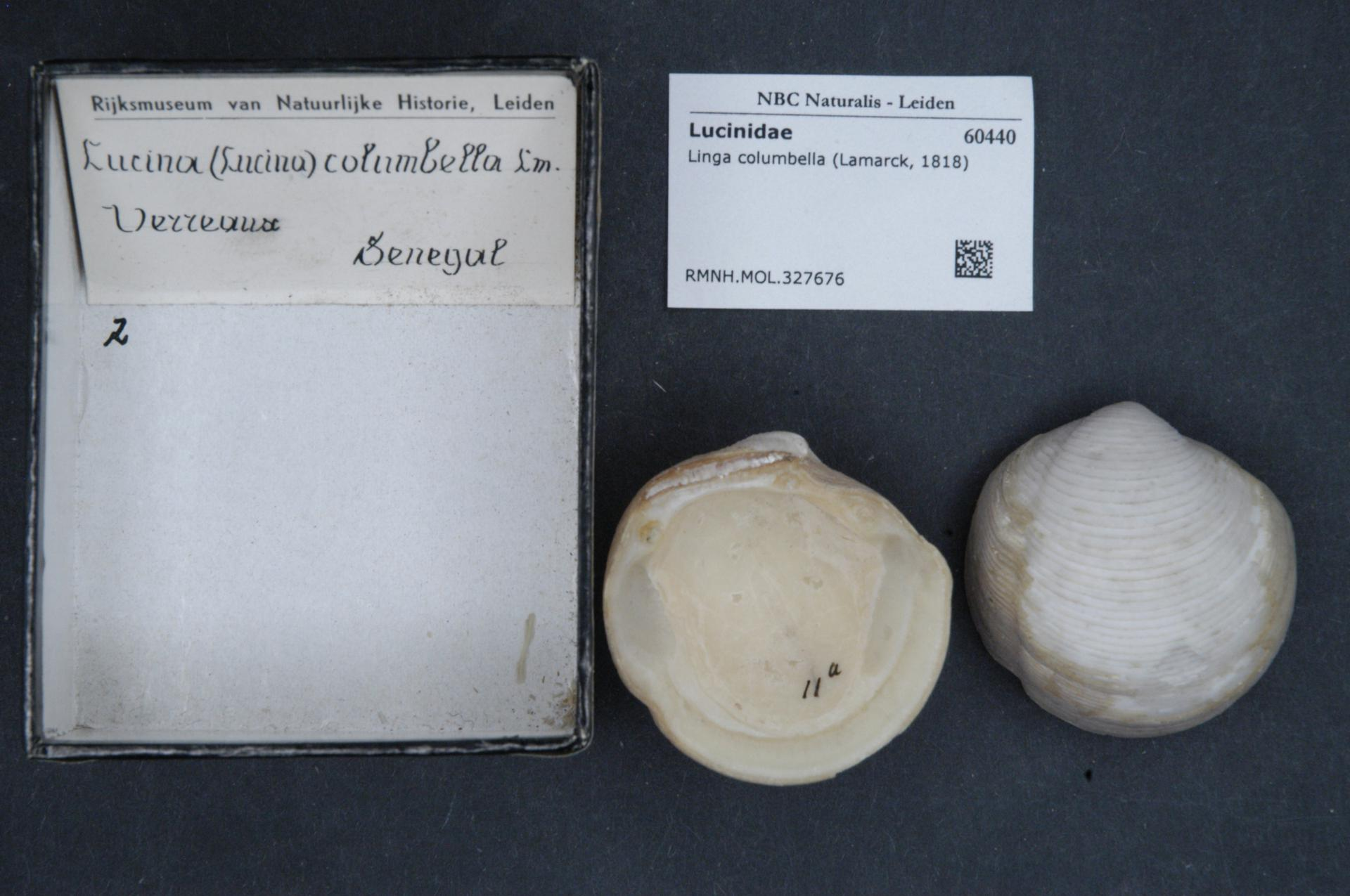
Linga columbella.
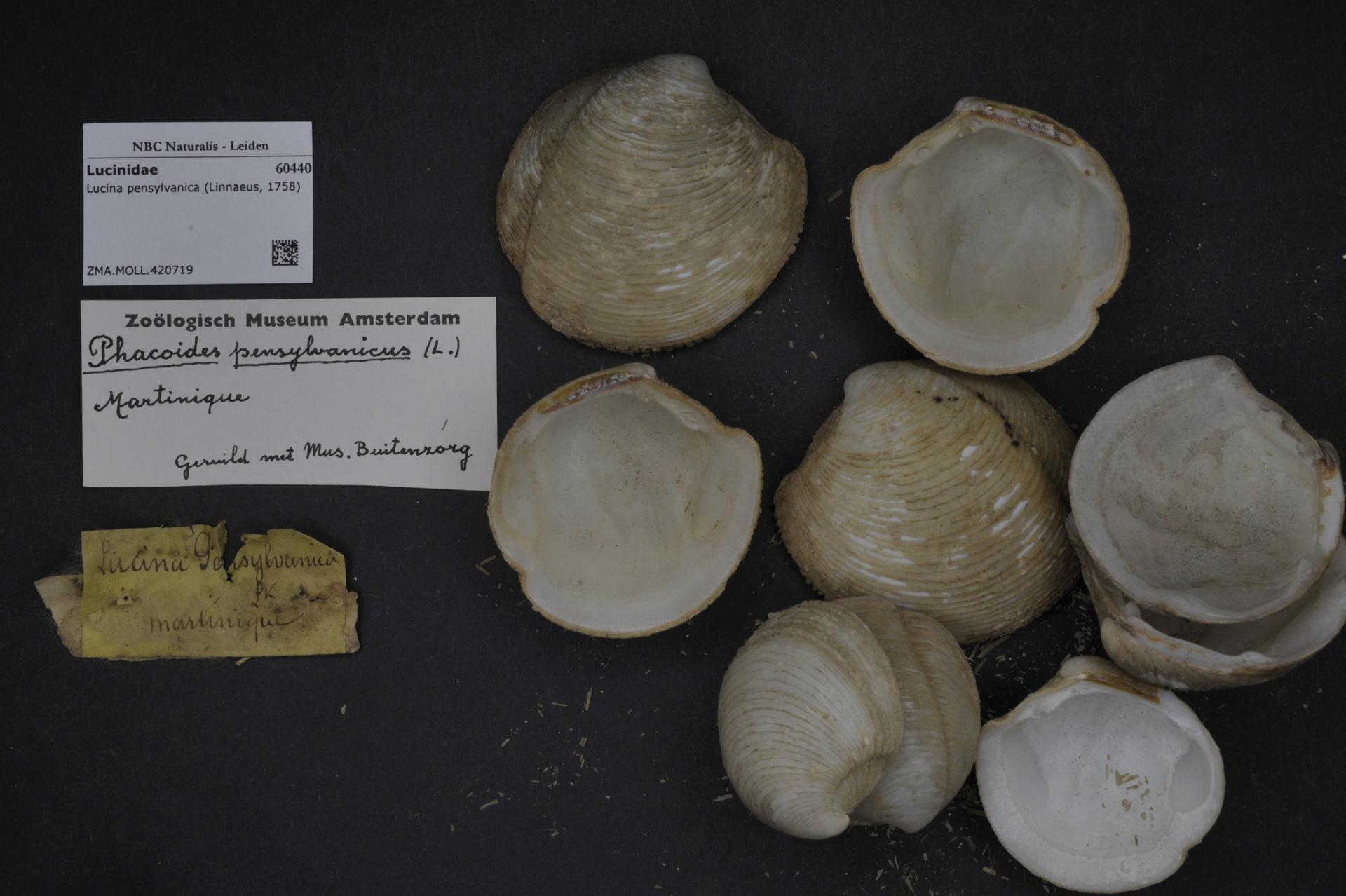
Lucina pensylvanica.
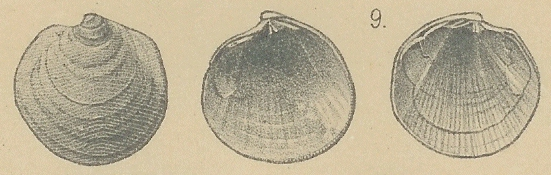
Lucinella divaricata.
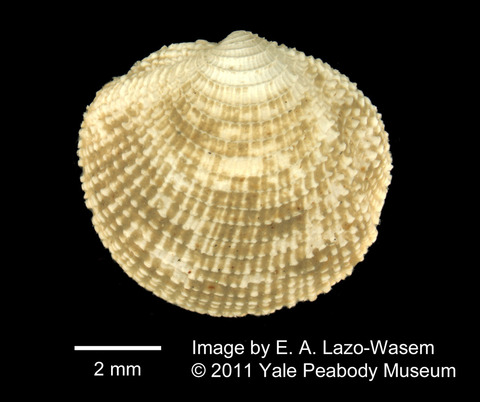
Lucinisca nassula.
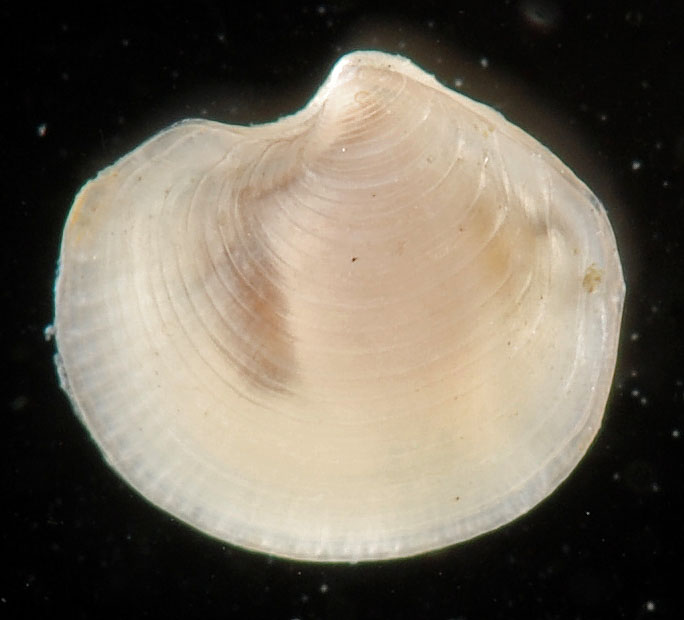
Parvilucina crenella.
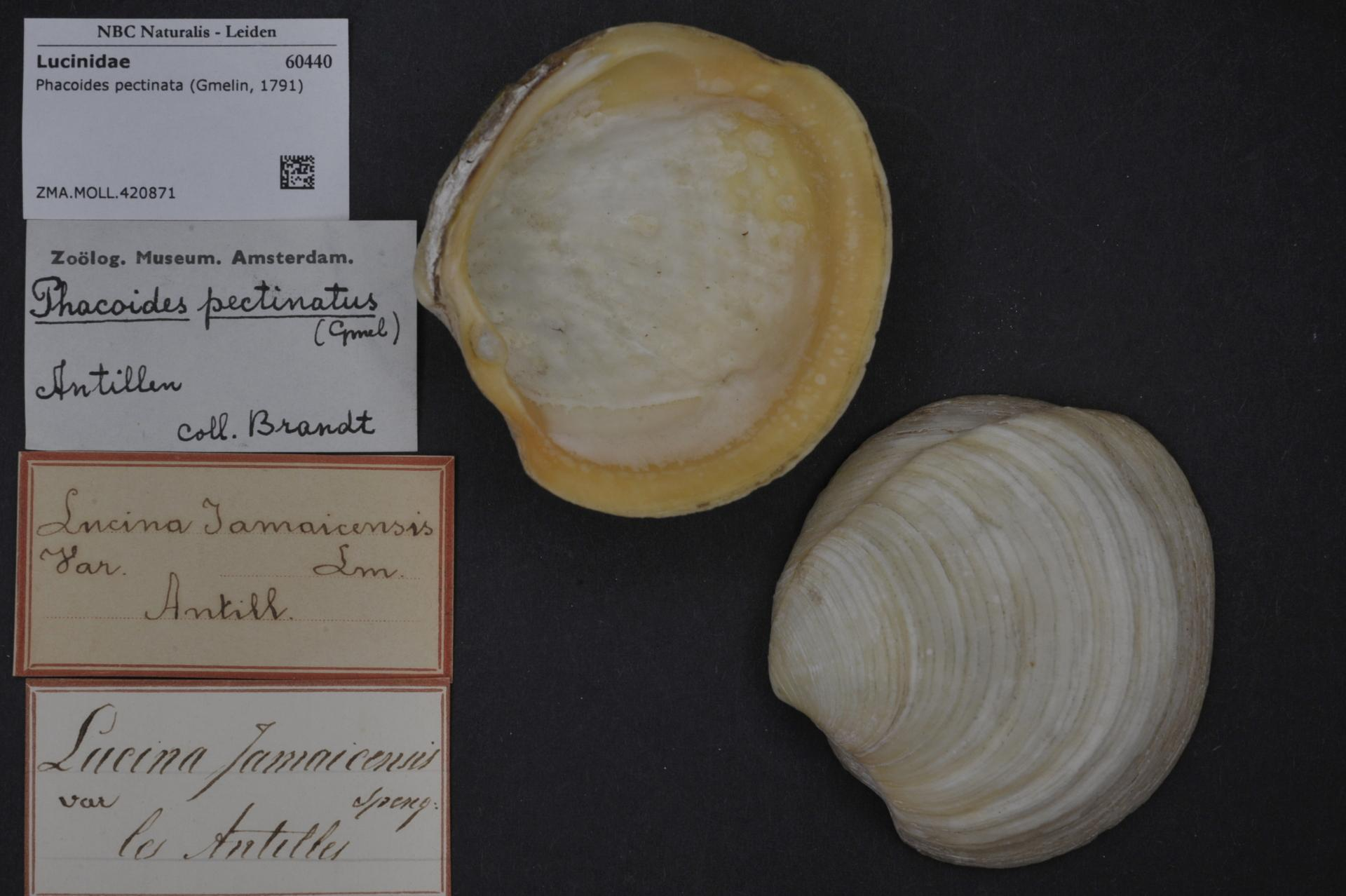
Phacoides pectinata.
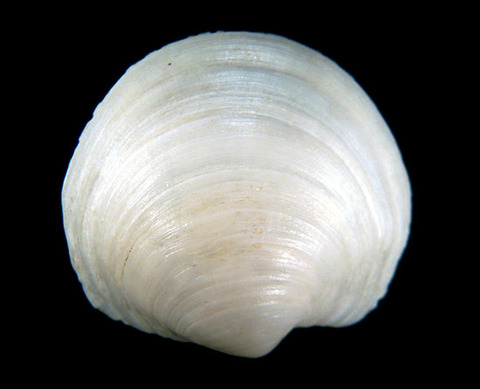
Anodontia edentuloides.
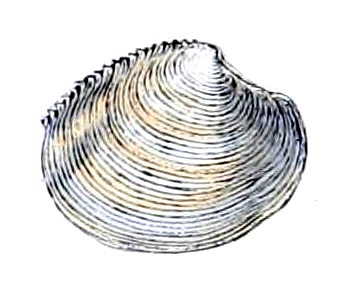
Myrtea spinifera.
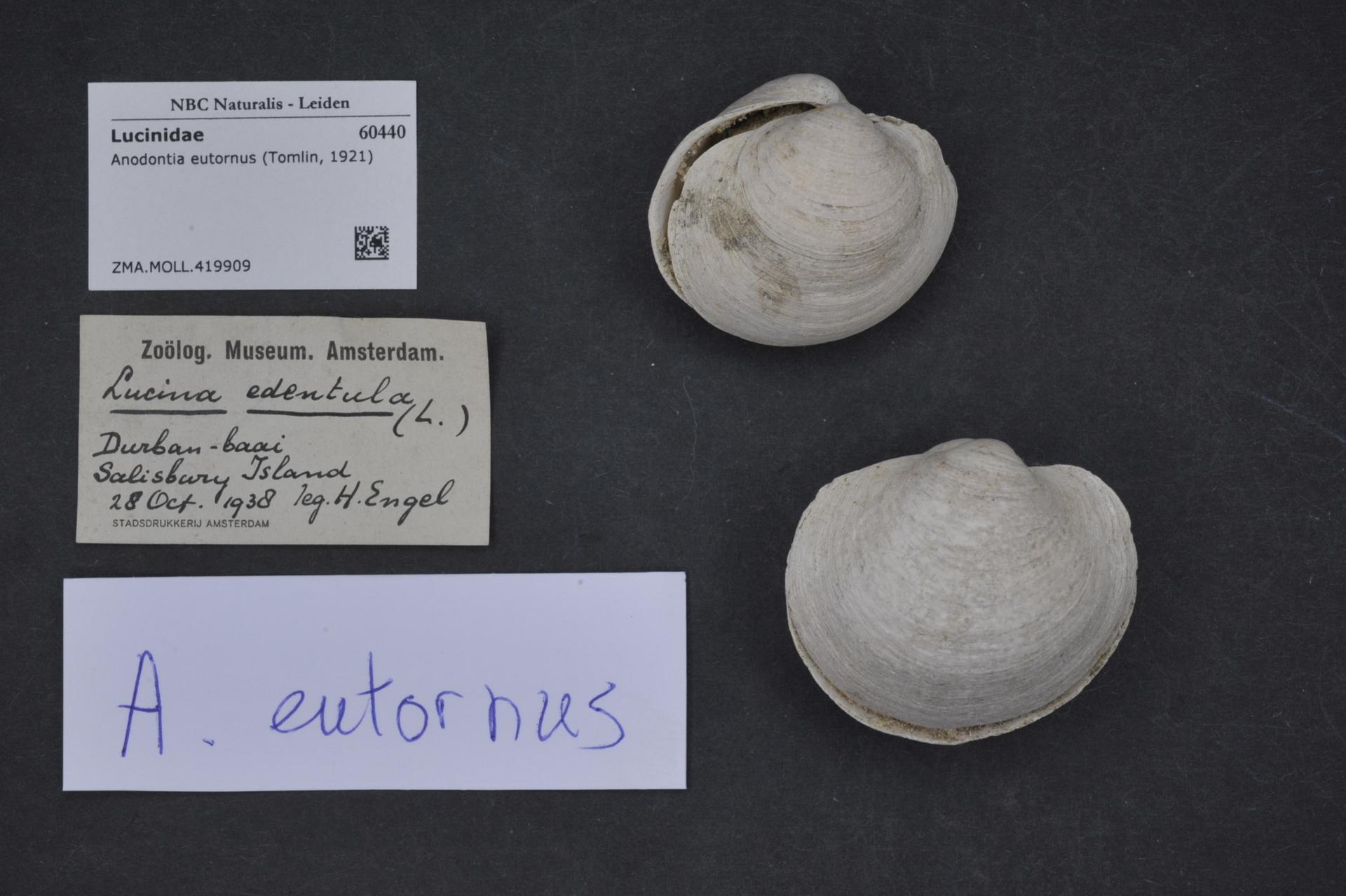
Afrophysema eutornus.
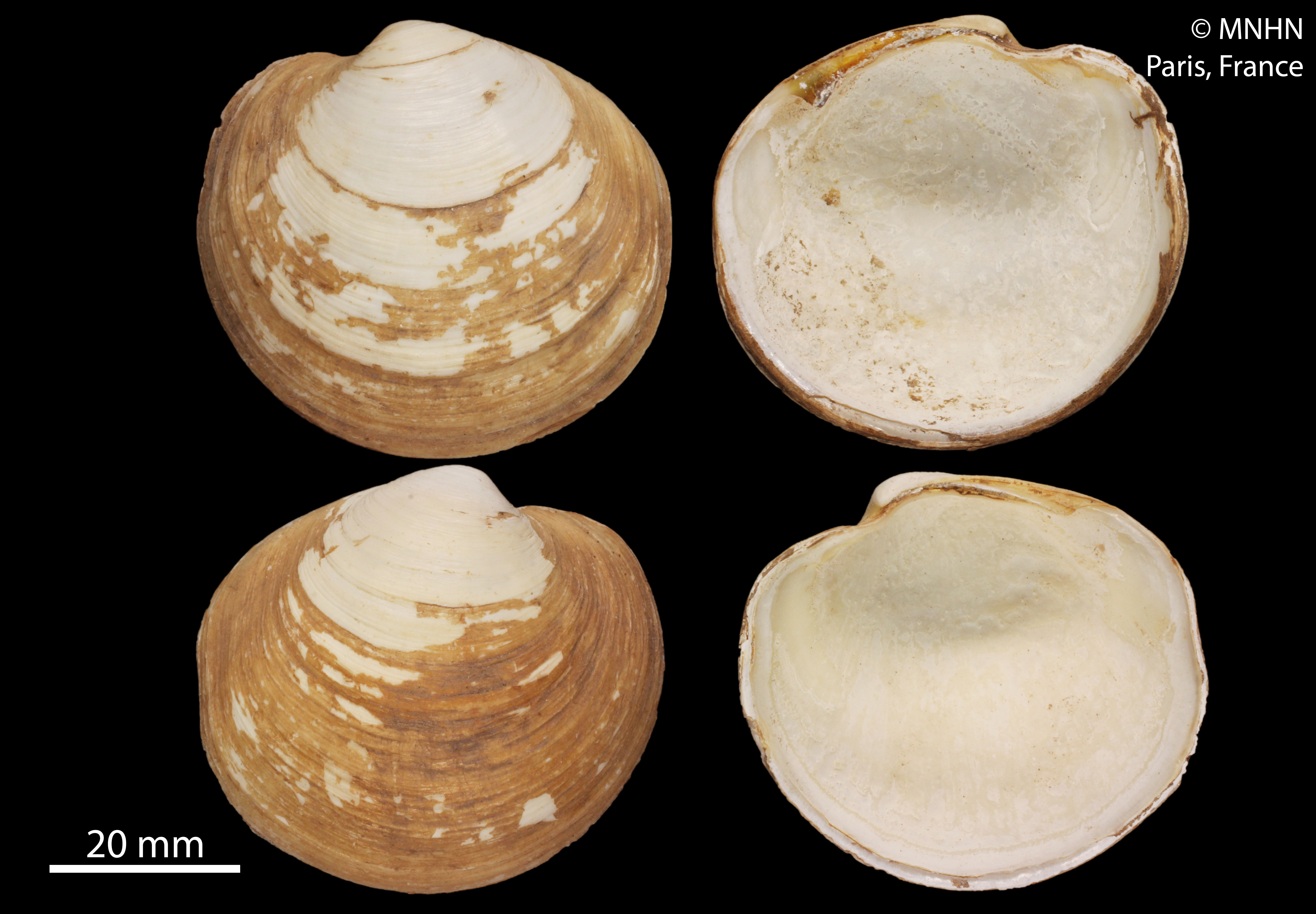
Pegophysema philippiana.